# Charkhi Dadri
Charkhi Dadri (en hindi: चरखी दादरी ) es una ciudad de la India en el distrito de Charkhi Dadri, estado de Haryana. Es conocida por la colisión aérea que hubo en 1996, cuando el vuelo 763 de Saudi Arabian Airlines colisionó con el vuelo 1907 de Kazakhstan Airlines ocasionando la muerte de 349 personas.

## Geografía
Se encuentra a una altitud de 219 m s. n. m. a 294 km de la capital estatal, Chandigarh, en la zona horaria UTC +5:30.

## Demografía
Según estimación 2011 contaba con una población de 58 384 habitantes.